# مقاطعة مكداويل (كارولاينا الشمالية)
مقاطعة مكداويل (بالإنجليزية: McDowell County)‏ هي إحدى مقاطعات ولاية كارولاينا الشمالية في الولايات المتحدة الأمريكية. مركز المقاطعة أو مقعدها هي مدينة ماريون. تأسست هذه المقاطعة سنة 1842.أصل هذه المقاطعة يأتي من: مقاطعة بورك ومقاطعة روذرفورد.